# RER C線
RER C線（エールウエール・セーせん、フランス語: Ligne C du RER、通称: RER C）は、フランス国鉄（SNCF）によって運営されているフランスの首都パリとその大都市圏（イル＝ド＝フランス地域圏）で運行されている地域急行鉄道網・RER（イル＝ド＝フランス地域圏急行鉄道網）の路線である。パリ近郊西部のポントワーズ駅、ヴェルサイユ＝シャトー駅、サンカンタン＝アン＝イヴリーヌ駅の各駅から、パリ中心部を経由し、パリ近郊東部のサン＝マルテン＝デタンプ駅、ドゥルダン＝ラ＝フォレー駅、マッシー・パレゾー駅までを東西に結ぶ。1980年に開業。

## 概要
C線は、総延長162㎞で、RERでは2番目に長い路線である。パリ都市圏を貫通し多数の分岐線を有する。
1979年に東部方面への近郊列車の発着駅であった旧オルセー駅（現在のミュゼ・ドルセー駅）と、西部方面への近郊列車が運転されるセーヌ川左岸線の発着駅であったアンヴァリッド駅(Invalides)が地下新線で接続され、東西の直通運転によって運行を開始した。
1979年から段階的に開業したが、当初は、左岸支線（Transversale Rive Gauche）と呼ばれた。1980年以降、公式にRER C線とされた。
左岸線はヴェルサイユ(Versailles)を始点とし、セーヌ川に沿ってアンヴァリッドへ至る路線である。北方への支線はセーヌ川を横切り内環状線プティト・サンチュールの北西部に合流し、パリ郊外北西部に通じ、ポントワーズ(Pontoise)へ向かう。

C線の路線図

## 路線
行き先の分岐が一番複雑な路線で、西にはC1のポントワーズ、C5のヴェルサイユ＝シャトー、そしてC7の（ヴェルサイユ＝シャンティエ経由）サンカンタン＝アン＝イヴリーヌの3方面に、そして東にはC2のマッシー・パレゾー（B線と接続）、C4のドゥルダン＝ラ＝フォレー、C6のサン＝マルテン＝デタンプ、そして南部を迂回する形でC8のヴェルサイユ＝シャンティエに合流する4方面の合計7方面に分けられている。
C3はC1のエルモン＝オーボンヌで分かれてアルジャントゥイユへ向かう路線であったが、エルモン＝オーボンヌ、アルジャントゥイユ間はサン・ラザール駅始発のトランジリアンJ線に組み込まれ、RERとしては2006年10月に廃止された。C3はC1の途中駅モンティニー＝ボーシャンまでの列車に当てられている。